# Shavkat Mullajanov
Shavkat Mullajanov (en uzbeko: Шавкатжон Муллажонов; Zarafshon, RSS de Uzbekistán; 19 de enero de 1986) es un exfutbolista de Uzbekistán que jugaba en las posiciones de defensa central y lateral derecho.

## Carrera
Después de su destacada actuación en la Copa Asiática de la AFC 2011, se fue a Catar para jugar en Al-Ahli. También fue el primer jugador del equipo de Uzbekistán en transferirse a otro club después de la Copa Asiática. Durante dos temporadas con Al Ahli, recibió 12 tarjetas amarillas y 2 tarjetas rojas en 29 partidos.
El 5 de julio de 2012, se anunció que Mullajanov se uniría a Al Nasr SC en Arabia Saudita. Mullajanov fue transferido al club chino Liaoning Whowin de la Superliga China el 27 de febrero de 2013.

### Club
| Periodo   | Club               |
| --------- | ------------------ |
| 2005–2007 | Qizilqum Zarafshon |
| 2007–2008 | Olmaliq FK         |
| 2009      | Pakhtakor Tashkent |
| 2010      | Qizilqum Zarafshon |
| 2010      | Olmaliq FK         |
| 2011–2012 | Al-Ahli Doha       |
| 2012–2013 | Al-Nassr           |
| 2013      | Liaoning Whowin    |
| 2014      | Olmaliq FK         |
| 2014–2015 | Lokomotiv Tashkent |
| 2016      | Al-Shaab CSC       |
| 2017      | Olmaliq FK         |
| 2018      | FK Buxoro          |
| 2019      | Metallurg Bekabad  |
| 2020      | Sogdiana Jizzakh   |
| 2021      | Neftchi Fergana    |

### Selección nacional
Jugó para Uzbekistán en 37 ocasiones de 2010 a 2015 y participó en dos ediciones de la Copa Asiática.

## Logros
- Copa de Uzbekistán (1): 2014
- Supercopa de Uzbekistán (1): 2015